# Тос
Тос — пасажирський залізничний зупинний пункт Івано-Франківської дирекції Львівської залізниці.
Розташований біля Заводу тонкого органічного синтезу «Барва» в Тисменицькому районі, Івано-Франківської області на лінії Ходорів — Хриплин між станціями Ямниця (2 км) та Єзупіль (6 км).
Станом на лютий 2019 року щодня п'ять дизель-потягів прямують за напрямком Ходорів — Івано-Франківськ.